# 1891年至1892年英格蘭足總盃
1891/92球季英格蘭足總盃（英語：FA Cup），是第21屆英格蘭足總盃，今屆賽事的冠軍是西布朗，他們在決賽以3:0擊敗阿士東維拉，奪得冠軍。本屆賽事在橢圓體育場舉行。
賽事最後一屆在橢圓體育場舉行，之後開始搬到水晶宮體育中心舉行。

## 外部連結
1. 英格蘭足總盃官網Archive-It的存檔，存档日期2012-04-24
2. 英格蘭足總盃 歷屆冠軍（页面存档备份，存于）